# Osvaldo Berlingieri

Osvaldo Berlingieri

Osvaldo Berlingieri (Osvaldo David Bellinghieri, * 20. Februar 1928 in Haedo, Gran Buenos Aires; † 8. Februar 2015 in  Buenos Aires) war ein argentinischer Tangopianist und –komponist.

## Leben und Wirken
Berlingeri begann seine professionelle musikalische Laufbahn 1944 als Pianist im Orchester von Héctor Mauré. Er trat in den nächsten Jahren in den Ensembles von Domingo Federico, Joaquín Do Reyes, Edgardo Donato, Lucio Milena, Héctor Varela, Emilio Balcarce und Roberto Caló auf und reiste als Orchesterleiter mit Raúl Iriarte durch Mittelamerika.
1957 wurde er Nachfolger von Osvaldo Manzi in Aníbal Troilos Orchester, dem er elf Jahre lang bis 1968 angehörte. Außerdem war er auch Mitglied von Troilos Quartett mit Ubaldo De Lío und Rafael del Bagno. 1959 wurde er Mitglied des Trios Los Modernos (mit Alberto García und Alcides Rossi, später mit José Pro und Roberto Goyeneche) und des Quartetts Los Notables del Tango (mit Leopoldo Federico, Leo Lipesker und Omar Murtagh). Mit beiden Ensembles spielte er instrumentale und vokale Tangos ein.
Mitte der 1960er Jahre leitete er das Begleitorchester von Libertad Lamarque und gründete mit Ernesto Baffa ein eigenes Ensemble, das später mit dem Sänger Goyeneche bekannt wurde. Mit Héctor Stamponi arbeitete er in dem Orchester zusammen, das Edmundo Riviera bei dessen letzten Plattenaufnahmen begleitete, und mit Atilio Stampone begleitete er Aufnahmen Goyeneches.
Mit Leopoldo Federico und dem Bassisten Fernando Cabarcos spielte er mehr als dreißig klassische und moderne instrumentale Tangos für das Label Victor ein. Ab Mitte der 1970er Jahre begleitete er den spanischen Sänger Nati Mistral als musikalischer Leiter auf mehreren Konzertreisen (u. a. nach Japan). 1989 nahm er mit einem eigenen Orchester die CD Identificación auf.

## Werke
- Ciudad dormida
- Siempre otoño
- A mis viejos
- El resuello
- Pisciano
- Compadrita mía
- Contacto en Buenos Aires
- Ritual
- Tiempo imaginario
- Ciudad en gris
- Tamar (Text von Oscar Núñez)
- Che Discepolín (Text von Héctor Méndez)
- Milonga que canta el aire (Text von Héctor Negro)
- Un episodio más (Text von Luis Filipelli)